# Summer World University Games 2021/Bogenschießen
Bei den Summer World University Games 2021 wurden 10 Wettkämpfe im Bogenschießen ausgetragen.

## Bilanz

### Medaillenspiegel
| Platz  | Land               | 00 | 00 | 00 | Gesamt |
| ------ | ------------------ | -- | -- | -- | ------ |
| 1      | Südkorea           | 4  | 3  | 1  | 8      |
| 2      | Indien             | 3  | 1  | 3  | 7      |
| 3      | China              | 2  | –  | –  | 2      |
| 4      | Japan              | 1  | 1  | –  | 2      |
| 5      | Chinesisch Taipeh  | –  | 1  | 3  | 4      |
| 6      | Frankreich         | –  | 1  | –  | 1      |
| 6      | Kasachstan         | –  | 1  | –  | 1      |
| 6      | Südafrika          | –  | 1  | –  | 1      |
| 6      | Vereinigte Staaten | –  | 1  | –  | 1      |
| 10     | Italien            | –  | –  | 2  | 2      |
| 11     | Iran               | –  | –  | 1  | 1      |
| Gesamt | Gesamt             | 10 | 10 | 10 | 30     |

### Medaillengewinner

#### Männer
| Disziplin                | Gold                                          | Silber                                                     | Bronze                                                  |
| ------------------------ | --------------------------------------------- | ---------------------------------------------------------- | ------------------------------------------------------- |
| Compoundbogen Einzel     | Sangampreet Singh Bisla                       | Christian Beyers De Klerk                                  | Aman Saini                                              |
| Recurvebogen Einzel      | Seo Min-gi                                    | Yūki Kawata                                                | Reza Shabani                                            |
| Compoundbogen Mannschaft | ChinaDu Meiyu Wang Shikun Chen Yansong        | FrankreichNathan Cadronet Victor Bouleau Rémy Albanese     | IndienRishab Yadav Aman Saini Sangampreet Singh Bisla   |
| Recurvebogen Mannschaft  | SüdkoreaSeo Min-gi Kim Pil-joong Choi Doo-hee | Chinesisch TaipehChang Yi-chung Kuo Yu-cheng Yang Zong-han | ItalienMatteo Bilisari Matteo Borsani Francesco Gregori |

#### Frauen
| Disziplin                | Gold                                       | Silber                                                     | Bronze                                                  |
| ------------------------ | ------------------------------------------ | ---------------------------------------------------------- | ------------------------------------------------------- |
| Compoundbogen Einzel     | Avneet Kaur                                | Alyssa Sturgill                                            | Cho Su-a                                                |
| Recurvebogen Einzel      | Choi Mi-sun                                | Diana Tursunbek                                            | Peng Chia-mao                                           |
| Compoundbogen Mannschaft | SüdkoreaCho Su-a Han Seung-yeon Sim Soo-in | IndienPragati Choudhary Avneet Kaur Purvasha Sudhir Shende | Chinesisch TaipehHsu Yen-hua Lin Ming-ching Lo Yi-hsuan |
| Recurvebogen Mannschaft  | ChinaZhou Danyan Wang Limin Li Xinxin      | SüdkoreaLee Ga-hyun Kim So-hee Choi Mi-sun                 | IndienSangeeta Chauhan Tanisha Verma Reeta Sawaiyan     |

#### Mixed
| Disziplin                | Gold                           | Silber                     | Bronze                         |
| ------------------------ | ------------------------------ | -------------------------- | ------------------------------ |
| Compoundbogen Mannschaft | Aman Saini / Pragati Choudhary | Cho Su-a / Park Seung-hyun | Wu Z-wei / Lin Ming-ching      |
| Recurvebogen Mannschaft  | Tetsuya Aoshima / Waka Sonoda  | Seo Min-gi / Lee Ga-hyun   | Matteo Bilisari / Aiko Rolando |